# Gerald Barry
Gerald Barry (* 28. dubna 1952 Clarecastle) je irský skladatel vážné hudby. Studoval v Corku a Vídni. Ve svém díle vychází z tradic opery v 18. století.

## Dílo
- Chevaux-de-frise
- Hard D
- The Eternal Recurrence
- Wiener Blut
- Untergarten (1980)
- opera Park inteligence (The Intelligence Park; 1990)
- opera Triumf krásy a klamu (The Triumph of Beauty and Deceit; 1993)
- opera Hořké slzy Petry z Kantu (The Bitter Tears of Petra von Kant; 2005)

## Diskografie
- Things That Gain, BBM1011
- Strings A-stray, BBM1013